# Роздольська сільська рада (Василівський район)
Роздольська сільська рада — орган місцевого самоврядування Роздольської сільської громади у Василівському районі Запорізької області.

## Населені пункти
Сільській раді підпорядковані населені пункти:
- с. Роздол
- с. Абрикосівка
- с. Виноградівка
- с. Вишнівка
- с. Завітне
- с. Кавунівка
- с. Нове Поле
- с. Трудовик
- с. Шевченка

## Склад ради
Рада складається з 16 депутатів та голови.

## Керівний склад сільської ради
| ПІБ                       | Основні відомості                                                                                          | Дата обрання | Дата звільнення |
| ------------------------- | --- | ------------ | --------------- |
| Синьоокий Володимир Лукич | Сільський голова, 1956 року народження, освіта, член Комуністичної партії України                          | 26.03.2006   | 16.10.2007      |
| Рудик Василь Іванович     | Сільський голова, 1955 року народження, освіта вища, безпартійний, був головою Ради попереднього скликання | 16.03.2008   | 31.10.2010      |
| Рудик Василь Іванович     | Сільський голова, 1955 року народження, освіта вища, член Партії регіонів                                  | 31.10.2010   |                 |

Примітка: таблиця складена за даними джерела